# هانس فون شتورش
هانس فون شتورش (بالألمانية: Hans von Storch)‏ هو عالم أرصاد ألماني، ولد في 1949 في فيك آوف فور في ألمانيا.

## وصلات خارجية
- الموقع الرسمي